# Байторисай
Байтураса́й (каз. Байтурасай) — село у складі Мартуцького району Актюбінської області Казахстану. Адміністративний центр Байторисайського сільського округу.
Населення — 370 осіб (2021; 471 у 2009, 542 у 1999, 655 у 1989).